# Francesco Siliprandi

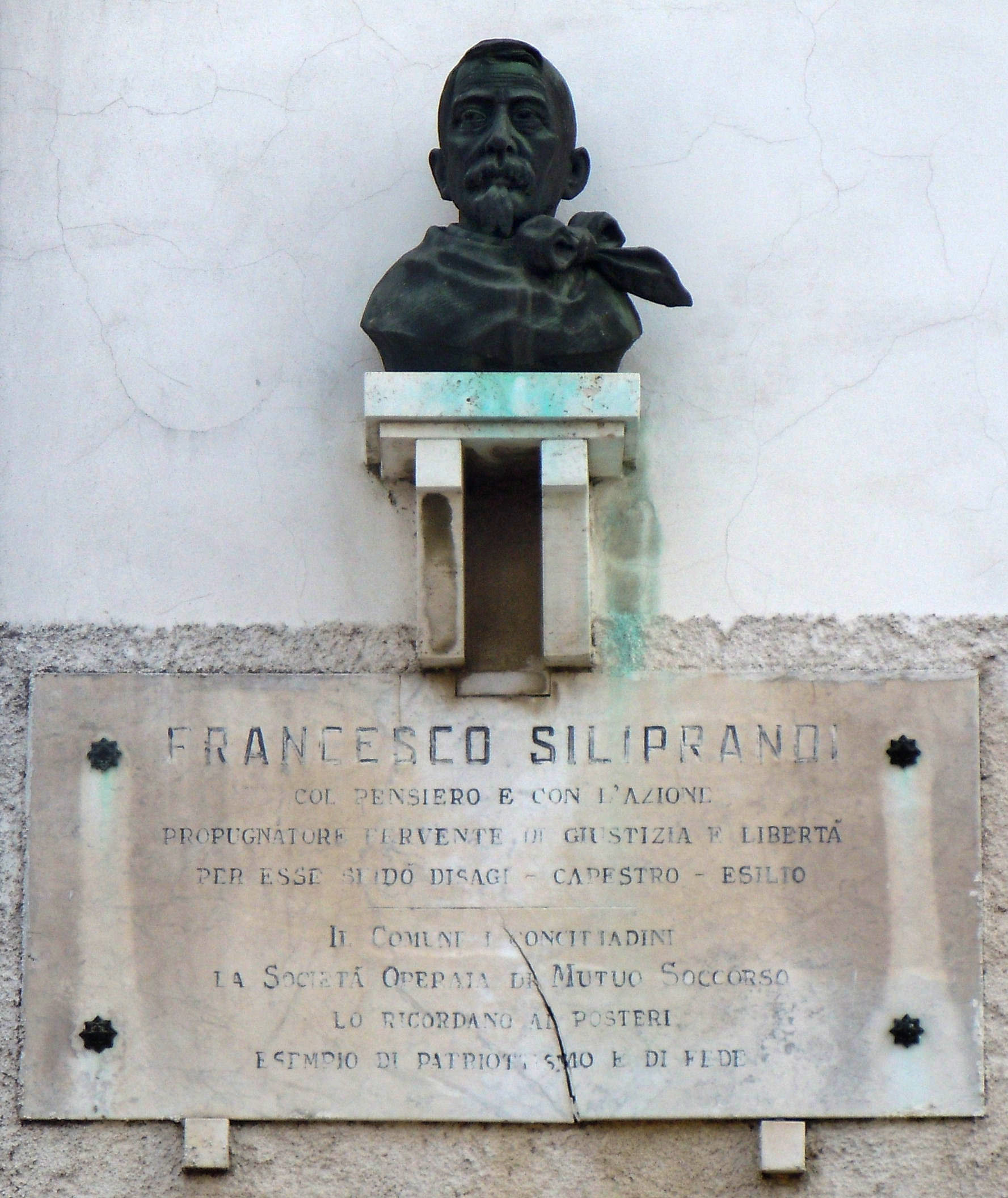
Lapide a Francesco Siliprandi, Casatico (MN)

Francesco Siliprandi (Curtatone, 23 ottobre 1816 – Casatico, 3 gennaio 1892) è stato un patriota italiano.

## Biografia
Nato in una famiglia di possidenti terrieri di Curtatone, a pochi chilometri dalla città di Mantova, fu arrestato una prima volta nel 1847 per aver partecipato a dimostrazioni di piazza anti austriache. Nel 1848 partecipò alla rivoluzione di febbraio a Parigi e combatté nello stesso anno con i volontari lombardi della Legione Manara.

Siliprandi fu tra i venti partecipanti alla riunione del 2 novembre 1850, costitutiva del comitato rivoluzionario di Mantova stroncato dal Martirio di Belfiore. Riuscì a sfuggire e fu condannato in contumacia.
Nel 1858, dopo che negli anni aveva venduto i terreni familiari, acquistò un fondo agricolo a Casatico, ma già nel 1859 si arruolò come furiere nel corpo dei Cacciatori delle Alpi;  promosso capitano concluse l'esperienza militare nel 1870. Nel frattempo da posizioni democratiche e garibaldine si avvicinò alle idee socialiste e rivoluzionarie divenendo proudhoniano convinto e vicino all'Internazionale. I primi scritti dai quali si evince l'evoluzione politica di Siliprandi furono pubblicati sulla "Favilla", il giornale fondato nel 1866 da Paride Suzzara Verdi, ex compagno della congiura  di Belfiore. Fondò e diresse anche il giornale socialista mantovano "Il Lavoratore". Promosse tra i contadini le organizzazioni di resistenza e tra i lavoratori le società operaie. Nell'ottobre 1876 fu tra i fondatori dell'Associazione Generale dei lavoratori di Città e di Campagna che in provincia di Mantova raccolse 1982 aderenti, dei quali 1666 braccianti. Ormai settantenne fu protagonista de La Boje il moto contadino che nel periodo 1884-1886 sconvolse le campagne mantovane e venete e si concluse con il celebre processo di Venezia (1886) dove anche Siliprandi era imputato. Fu assolto con formula piena ma comunque dopo un anno di carcere preventivo. Morì nel 1892.